# Oberlind (Sonneberg)

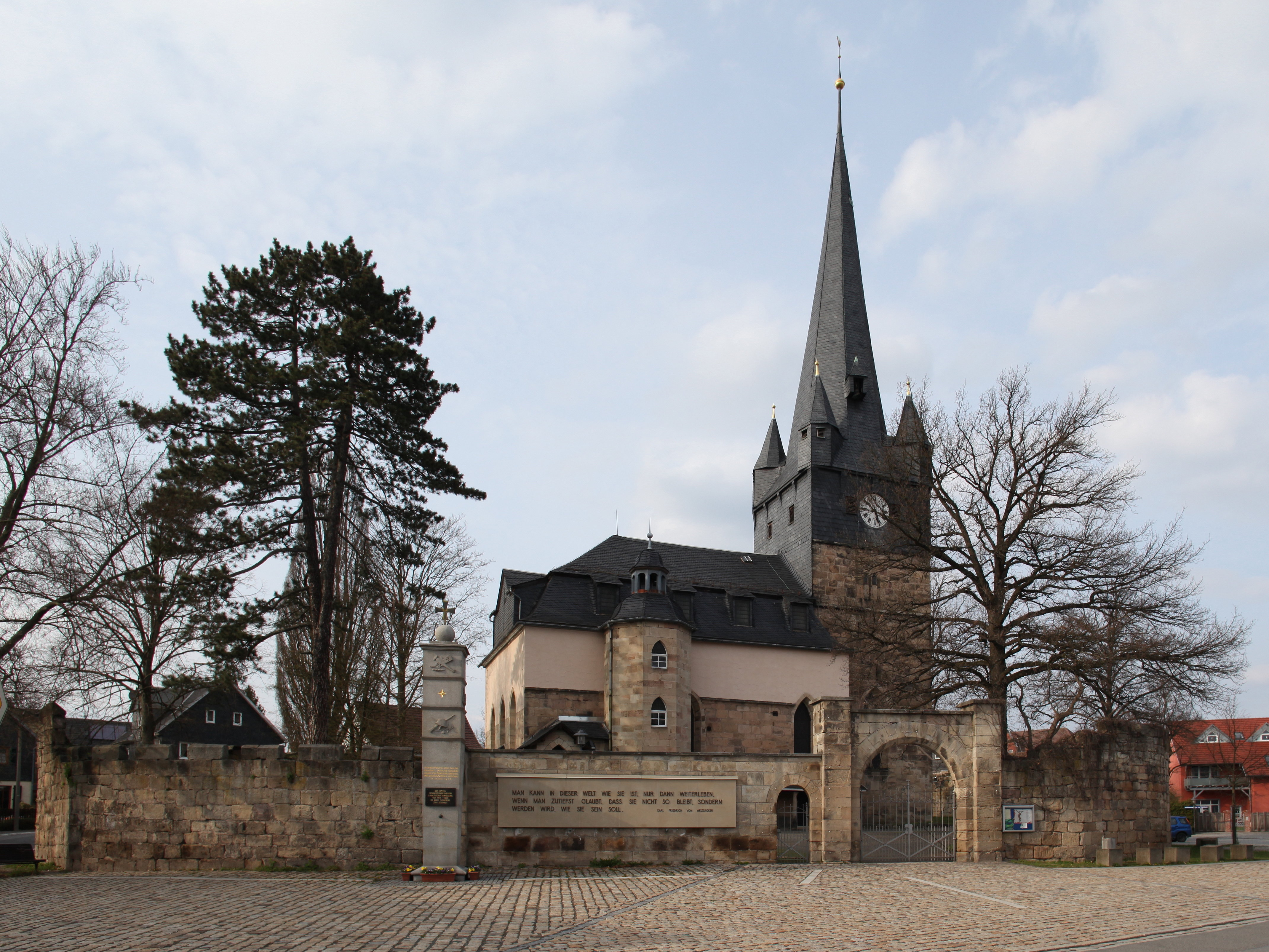
Evangelisch-lutherische Kirche St. Aegidien

Oberlind ist ein Stadtteil der Stadt Sonneberg im Landkreis Sonneberg in Thüringen.

## Lage
Der heutige Sonneberger Stadtteil Oberlind liegt in einer Ebene vor dem Südhang des Thüringer Mittelgebirges am Flüsschen Steinach.

## Geschichte
Oberlind wurde 1225 erstmals urkundlich als „Lind“ erwähnt. Am 29. Januar 1931 wurde die Marktgemeinde durch den thüringischen Innenminister Frick zur Stadt erhoben. Als besondere Sehenswürdigkeit steht in Sonneberg-Oberlind die gut erhaltene Wehrkirche St. Aegidien aus dem Jahr 1455. Ihre Anfänge gehen auf das 12. Jahrhundert zurück. Rings um die Kirche lief ein Wassergraben. Die Wehrmauer ist noch gut erhalten und an der Innenseite sind zum Teil noch die Halterungslöcher für den hölzernen Wehrumgang vorhanden. Bis 1761 bestattete man die Toten der Gemeinde innerhalb der Wehrmauer unmittelbar an der Kirche.
In Oberlind stand ein Schloss, das 1778 abbrannte und eingeebnet wurde. Erbauer war die Adelsfamilie von Kemmaten, die im Jahr 1600 erlosch, als der letzte Kemmater wegen der Ermordung seines Sohnes in Coburg hingerichtet wurde. Herzog Casimir von Sachsen-Coburg belehnte erst die Adelsfamilie von Wolfskeel, danach übernahm Georg Hartmann von Erffa zu Unterlind den Besitz. 1699 wird Amtmann Johann Prieffer von Miespach auf Gut Kemmeten genannt. Ab 1767 war das Schlösschen der Sitz des Forstdepartements, das nach dem Brand in das Oberamtshaus in der Altstadt von Sonneberg verlegt wurde.

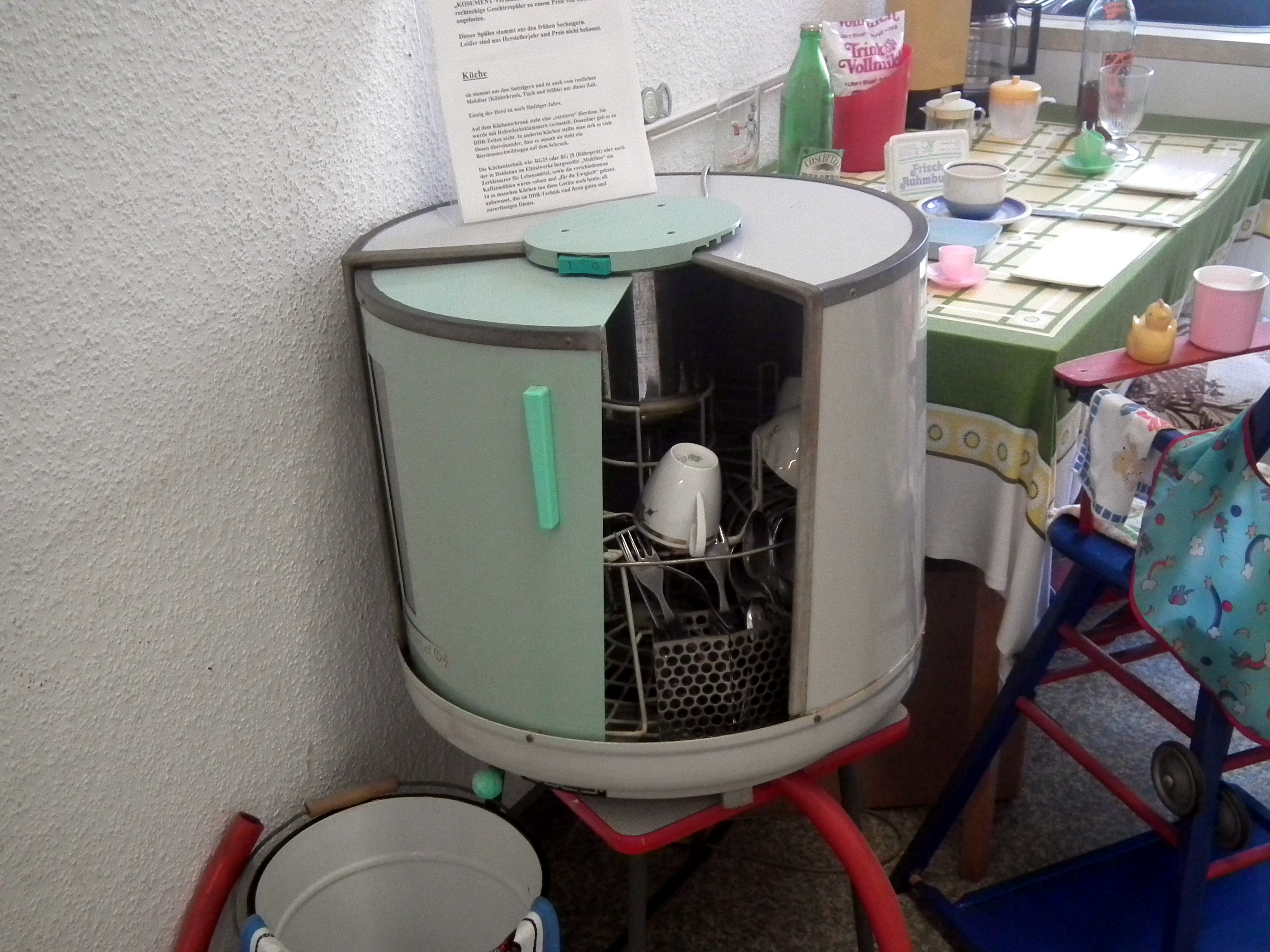
Geschirrspüler vom VEB Elektroinstallation Oberlind im DDR-Museum Pirna

In der Mitte des 19. Jahrhunderts setzte auch in Oberlind die industrielle Entwicklung ein, die den dörflichen Charakter der Kleinstadt überlagerte. Im historischen Rückblick sind außer der im Sonneberger Raum sowieso vorherrschenden Spielwarenfabrikation noch die Produktionsstätte der Siemens-Schuckertwerke von 1913 (ab 1958 EIO, 2020 geschlossen) und die 1867 aus einer Schmiede entstandene Maschinenfabrik Dorst zu nennen. Berühmter Sohn der Eigentümerfamilie Dorst war der Schriftsteller Tankred Dorst. 1922 wurde Oberlind zwangsweise nach Sonneberg eingemeindet. 1924 machte das Thüringer Innenministerium dies nach Einsprüchen wieder rückgängig. Am 1. Juli 1950 wurde Oberlind erneut unter der postamtlichen Bezeichnung Sonneberg 2 nach Sonneberg eingemeindet.
Oberlind wurde im April 1945 durch US-amerikanische Truppen besetzt, die Anfang Juli durch die Rote Armee abgelöst wurden. Zwischen November 1945 und März 1946 wurden durch den sowjetischen Geheimdienst NKWD aus dem kleinen Ort 27 Jugendliche ab 16 Jahren verhaftet und durch ein Militärtribunal unter „Werwolf“-Vorwurf zum Tode durch Erschießen oder zu langjährigem Arbeitslager verurteilt; vier Todesurteile wurden vollstreckt. In Lagern oder auf dem Transport in die Sowjetunion verstarben neun weitere Jugendliche.

## Wappen
| Wappen von Oberlind | Blasonierung: „Geteilt durch Zinnenschnitt in Silber (Weiß), darin eine fünfblättrige stilisierte wachsende grüne Linde und Rot, darin ein liegendes silbernes (weißes) Schwert mit goldenem (gelbem) Griff.“ |
| Wappen von Oberlind | Wappenbegründung: Das in den thüringischen Farben Rot und Silber entworfene Wappen geht mit der stilisierten Linde redend auf den Ortsnamen ein. Der Zinnenschnitt erinnert sowohl an die im Jahre 1455 errichtete Wehrmauer um die Dorfkirche St. Aegidien als auch an das 1788 abgebrannte Schloss der hiesigen Adelsfamilie Kemmaten. Das Silberschwert steht als Zeichen für die Marktgerechtigkeit. |

## Söhne und Töchter
- Carl Friedrich Wilhelm Gottlob von Bibra (1770–1842), Landtagsmarschall in Meiningen
- Friedrich Bröhmer (1796–1851), Geheimer Staatsrat und Vertreter von Herzog Ernst II. von Sachsen-Coburg und Gotha
- Wilhelm Sollmann (1881–1951), Journalist und Politiker (SPD)
- Ernst Bauer (1921–1967), Maler
- Tankred Dorst (1925–2017), Schriftsteller und Dramatiker
- Volker Löffler (* 1942), Leichtathlet